# Mönchsjochhütte
Die Mönchsjochhütte ist eine 3657 m ü. M. hoch gelegene Berghütte auf dem Mönchsjoch, südöstlich des Mönchs. Sie ist direkt an den Felsen gebaut und wird von Pfählen gestützt.

## Alpinismus

### Zugang
- Mit der Jungfraubahn auf das Jungfraujoch und von dort zur Hütte, Dauer: 1 Stunde
- Über Grosser Aletschgletscher, Konkordiahütte, Jungfraufirn und Jungfraujoch
- Von der Konkordiahütte über das Ewigschneefeld
- Über Mittellegihütte und Berglihütte

### Gipfel
- Eiger (3967 m ü. M.)
- Fiescherhörner: Gross Fiescherhorn (4049 m ü. M.), Hinter Fiescherhorn (4025 m ü. M.), Klein Fiescherhorn (3895 m ü. M.)
- Jungfrau (4158 m ü. M.)
- Mönch (4110 m ü. M.)
- Trugberg (3932 m ü. M.)